# Torneo Intermedio 2022
El Torneo Intermedio 2022 fue el segundo certamen del 119.º Campeonato de Primera División del fútbol uruguayo organizado por la AUF. Se jugó entre el 10 de junio y el 27 de julio de 2022.

## Sistema de disputa
Se disputa en dos series, A y B, conformada la primera por los equipos que resultaron en posiciones impares en el Torneo Apertura 2022, y la segunda por los equipos que se ubicaron en las posiciones pares de dicho torneo.

## Participantes
Todos los datos estadísticos corresponden únicamente a los Campeonatos Uruguayos organizados por la Asociación Uruguaya de Fútbol, no se incluyen los torneos de la FUF de 1923, 1924 ni el Torneo del Consejo Provisorio 1926 en las temporadas contadas. Las fechas de fundación de los equipos son las declaradas por los propios clubes implicados. A su vez, la columna "estadio" refleja el estadio dónde el equipo más veces oficia de local en sus partidos, pero no indica que el equipo en cuestión sea propietario del mismo.
| Equipo               | Ciudad                 | Estadio de localía               | Capacidad | Fundación                | Temporadas | Temp. Consecutivas | Títulos | Subtítulos | Indumentaria | 2021 |
| -------------------- | ---------------------- | -------------------------------- | --------- | ------------------------ | ---------- | ------------------ | ------- | ---------- | ------------ | ---- |
| Albion               | Montevideo             | Charrúa                          | 14.000    | 1 de junio de 1891       | 7          | 1                  | 0       | 1          | Mgr Sport    |      |
| Boston River         | Montevideo             | Juventud Parque Artigas          | 12.000    | 20 de febrero de 1939    | 7          | 7                  | 0       | 0          | Mgr Sport    | 11°  |
| Cerrito              | Montevideo             | Parque Maracaná                  | 8.000     | 28 de octubre de 1929    | 8          | 2                  | 0       | 0          | Joma         | 10°  |
| Cerro Largo          | Melo                   | Municipal Arq. Antonio E. Ubilla | 9.000     | 19 de noviembre de 2002  | 9          | 4                  | 0       | 0          | Matgeor      | 5°   |
| Danubio              | Montevideo             | Jardines del Hipódromo           | 18.000    | 1 de marzo de 1932       | 72         | 1                  | 4       | 3          | Umbro        |      |
| Defensor Sporting    | Montevideo             | Estadio Luis Franzini            | 16.000    | 15 de marzo de 1913      | 95         | 1                  | 4       | 9          | Puma         |      |
| Deportivo Maldonado  | Maldonado              | Domingo Burgueño Miguel          | 25.000    | 25 de agosto de 1928     | 9          | 3                  | 0       | 0          | Joma         | 12°  |
| Fénix                | Montevideo             | Parque Capurro                   | 5.500     | 7 de julio de 1916       | 41         | 14                 | 0       | 0          | Mgr Sport    | 9°   |
| Liverpool            | Montevideo             | Belvedere                        | 8.384     | 15 de febrero de 1915    | 81         | 8                  | 0       | 0          | Mgr Sport    | 7°   |
| Montevideo City      | Montevideo             | Centenario                       | 60.235    | 26 de diciembre de 2007  | 4          | 3                  | 0       | 0          | Puma         | 4°   |
| Montevideo Wanderers | Montevideo             | Parque Alfredo Víctor Viera      | 15.000    | 15 de agosto de 1902     | 106        | 23                 | 3       | 8          | Umbro        | 6°   |
| Nacional             | Montevideo             | Gran Parque Central              | 34.000    | 14 de mayo de 1899       | 118        | 118                | 48      | 45         | Umbro        | 2°   |
| Peñarol              | Montevideo             | Campeón del Siglo                | 40.700    | 28 de septiembre de 1891 | 117        | 95                 | 51      | 40         | Puma         | 1°   |
| Plaza Colonia        | Colonia del Sacramento | Parque Juan Gaspar Prandi        | 4.500     | 22 de abril de 1917      | 11         | 4                  | 0       | 0          | Mgr Sport    | 3°   |
| Rentistas            | Montevideo             | Complejo Rentistas               | 6.500     | 26 de marzo de 1933      | 29         | 3                  | 0       | 1          | Kelme        | 13°  |
| River Plate          | Montevideo             | Parque Federico Omar Saroldi     | 6.000     | 11 de mayo de 1932       | 75         | 19                 | 0       | 1          | Mgr Sport    | 8°   |

## Grupos
Los grupos se determinan por la posición de los equipos en la tabla del Torneo Apertura. Los clubes en posición impar fueron a la Serie A, y los clubes en posición par a la Serie B.
| A2022 | Serie A              | A2022 | Serie B           |
| ----- | -------------------- | ----- | ----------------- |
| 1.°   | Liverpool            | 2.°   | Nacional          |
| 3.°   | Deportivo Maldonado  | 4.°   | Boston River      |
| 5.°   | Peñarol              | 6.°   | Danubio           |
| 7.°   | Fénix                | 8.°   | River Plate       |
| 9.°   | Montevideo Wanderers | 10.°  | Defensor Sporting |
| 11.°  | Rentistas            | 12.°  | Plaza Colonia     |
| 13.°  | Montevideo City      | 14.°  | Cerro Largo       |
| 15.°  | Albion               | 16.°  | Cerrito           |

## Clasificación

### Grupo A
| Pos. | Equipo               | Pts. | PJ | G | E | P | GF | GC | Dif. |  |
| ---- | -------------------- | ---- | -- | - | - | - | -- | -- | ---- |  |
| 1    | Liverpool            | 14   | 7  | 4 | 2 | 1 | 11 | 6  | +5   |  |
| 2    | Montevideo Wanderers | 14   | 7  | 4 | 2 | 1 | 11 | 7  | +4   |  |
| 3    | Peñarol              | 11   | 7  | 3 | 2 | 2 | 12 | 8  | +4   |  |
| 4    | Albion               | 11   | 7  | 3 | 2 | 2 | 7  | 7  | 0    |  |
| 5    | Montevideo City      | 10   | 7  | 3 | 1 | 3 | 10 | 8  | +2   |  |
| 6    | Fénix                | 9    | 7  | 2 | 3 | 2 | 4  | 5  | −1   |  |
| 7    | Deportivo Maldonado  | 6    | 7  | 1 | 3 | 3 | 8  | 12 | −4   |  |
| 8    | Rentistas            | 1    | 7  | 0 | 1 | 6 | 3  | 13 | −10  |  |

Actualizado a los partidos jugados el 26 de julio de 2022.
 Fuente: AUF
|  | Ganador del Grupo A y clasificado a la Final del Torneo Intermedio. |

### Grupo B
| Pos. | Equipo            | Pts. | PJ | G | E | P | GF | GC | Dif. |  |
| ---- | ----------------- | ---- | -- | - | - | - | -- | -- | ---- |  |
| 1    | Nacional          | 19   | 7  | 6 | 1 | 0 | 15 | 1  | +14  |  |
| 2    | Boston River      | 13   | 7  | 4 | 1 | 2 | 8  | 5  | +3   |  |
| 3    | Defensor Sporting | 13   | 7  | 4 | 1 | 2 | 10 | 8  | +2   |  |
| 4    | River Plate       | 9    | 7  | 2 | 3 | 2 | 7  | 6  | +1   |  |
| 5    | Cerro Largo       | 9    | 7  | 2 | 3 | 2 | 4  | 4  | 0    |  |
| 6    | Plaza Colonia     | 8    | 7  | 2 | 2 | 3 | 6  | 7  | −1   |  |
| 7    | Danubio           | 7    | 7  | 2 | 1 | 4 | 6  | 9  | −3   |  |
| 8    | Cerrito           | 0    | 7  | 0 | 0 | 7 | 1  | 17 | −16  |  |

Actualizado a los partidos jugados el 24 de julio de 2022.
 Fuente: AUF
|  | Ganador del Grupo B y clasificado a la Final del Torneo Intermedio. |

## Fixture
| Fecha 1 | Fecha 1           | Fecha 1   | Fecha 1                | Fecha 1                | Fecha 1     | Fecha 1 | Fecha 1          | Fecha 1 |
| Serie   | Local             | Resultado | Visitante              | Estadio                | Fecha       | Hora    | Árbitro          |         |
| ------- | ----------------- | --------- | ---------------------- | ---------------------- | ----------- | ------- | ---------------- | ------- |
| A       | Rentistas         | 1:1       | Deportivo Maldonado    | Complejo Rentistas     | 10 de junio | 12:30   | Daniel Fedorczuk |         |
| B       | River Plate       | 3:0       | Cerrito                | Parque Saroldi         | 10 de junio | 15:00   | Diego Riveiro    |         |
| A       | Wanderers         | 1:0       | Liverpool              | Parque Viera           | 12 de junio | 10:00   | Leodán González  |         |
| B       | Danubio           | 1:1       | Cerro Largo            | Jardines del Hipódromo | 12 de junio | 15:00   | Andrés Matonte   |         |
| A       | Peñarol           | 1:2       | Montevideo City Torque | Campeón del Siglo      | 12 de junio | 18:00   | Mathías de Armas |         |
| A       | Fénix             | 0:1       | Albion                 | Parque Capurro         | 13 de junio | 15:00   | Santiago Motta   |         |
| B       | Defensor Sporting | 0:1       | Nacional               | Luis Franzini          | 13 de junio | 19:30   | Andrés Cunha     |         |
| B       | Plaza Colonia     | 0:0       | Boston River           | Parque Prandi          | 14 de junio | 15:00   | Jonathan Fuentes |         |

| Fecha 2 | Fecha 2                | Fecha 2   | Fecha 2           | Fecha 2                     | Fecha 2     | Fecha 2 | Fecha 2            | Fecha 2 |
| Serie   | Local                  | Resultado | Visitante         | Estadio                     | Fecha       | Hora    | Árbitro            |         |
| ------- | ---------------------- | --------- | ----------------- | --------------------------- | ----------- | ------- | ------------------ | ------- |
| A       | Albion                 | 1:1       | Wanderers         | Parque Saroldi              | 18 de junio | 10:00   | Daniel Rodríguez   |         |
| A       | Liverpool              | 2:2       | Fénix             | Belvedere                   | 18 de junio | 15:00   | Andrés Cunha       |         |
| B       | Nacional               | 3:0       | River Plate       | Gran Parque Central         | 18 de junio | 18:00   | Leodán González    |         |
| A       | Montevideo City Torque | 3:1       | Rentistas         | Centenario                  | 19 de junio | 10:00   | Christian Ferreyra |         |
| A       | Deportivo Maldonado    | 1:3       | Peñarol           | Domingo Burgueño            | 19 de junio | 17:30   | Esteban Ostojich   |         |
| B       | Cerrito                | 1:2       | Defensor Sporting | Parque Palermo              | 19 de junio | 20:00   | Gustavo Tejera     |         |
| B       | Boston River           | 2:0       | Danubio           | Juan Antonio Lavalleja      | 20 de junio | 16:00   | Javier Burgos      |         |
| B       | Cerro Largo            | 1:0       | Plaza Colonia     | Municipal Arquitecto Ubilla | 20 de junio | 18:30   | Yimmy Álvarez      |         |

| Fecha 3 | Fecha 3           | Fecha 3   | Fecha 3                | Fecha 3                | Fecha 3     | Fecha 3 | Fecha 3            | Fecha 3 |
| Serie   | Local             | Resultado | Visitante              | Estadio                | Fecha       | Hora    | Árbitro            |         |
| ------- | ----------------- | --------- | ---------------------- | ---------------------- | ----------- | ------- | ------------------ | ------- |
| A       | Fénix             | 0:0       | Deportivo Maldonado    | Parque Capurro         | 25 de junio | 10:00   | Diego Riveiro      |         |
| B       | Danubio           | 0:1       | Nacional               | Jardines del Hipódromo | 25 de junio | 15:00   | Esteban Ostojich   |         |
| B       | Defensor Sporting | 1:0       | Cerro Largo            | Luis Franzini          | 25 de junio | 17:30   | Christian Ferreyra |         |
| B       | River Plate       | 0:1       | Boston River           | Parque Saroldi         | 26 de junio | 10:00   | Andrés Matonte     |         |
| B       | Plaza Colonia     | 3:0       | Cerrito                | Parque Prandi          | 26 de junio | 15:00   | Bruno Sacarelo     |         |
| A       | Peñarol           | 0:1       | Liverpool              | Campeón del Siglo      | 26 de junio | 18:00   | Gustavo Tejera     |         |
| A       | Rentistas         | 0:1       | Albion                 | Complejo Rentistas     | 27 de junio | 15:00   | Pablo Giménez      |         |
| A       | Wanderers         | 1:0       | Montevideo City Torque | Parque Viera           | 27 de junio | 19:15   | Antonio García     |         |

| Fecha 4 | Fecha 4             | Fecha 4   | Fecha 4                | Fecha 4                | Fecha 4     | Fecha 4 | Fecha 4          | Fecha 4 |
| Serie   | Local               | Resultado | Visitante              | Estadio                | Fecha       | Hora    | Árbitro          |         |
| ------- | ------------------- | --------- | ---------------------- | ---------------------- | ----------- | ------- | ---------------- | ------- |
| A       | Albion              | 1:0       | Montevideo City Torque | Parque Saroldi         | 8 de julio  | 15:00   | Andrés Cunha     |         |
| A       | Deportivo Maldonado | 1:2       | Wanderers              | Domingo Burgueño       | 9 de julio  | 10:00   | Nicolás Vignolo  |         |
| A       | Liverpool           | 2:0       | Rentistas              | Belvedere              | 9 de julio  | 15:00   | José Burgos      |         |
| B       | Nacional            | 3:1       | Plaza Colonia          | Gran Parque Central    | 9 de julio  | 20:00   | Javier Feres     |         |
| B       | Danubio             | 1:3       | River Plate            | Jardines del Hipódromo | 10 de julio | 12:00   | Diego Riveiro    |         |
| B       | Boston River        | 2:3       | Defensor Sporting      | Juan Antonio Lavalleja | 10 de julio | 16:00   | Leodán González  |         |
| A       | Peñarol             | 0:0       | Fénix                  | Campeón del Siglo      | 10 de julio | 19:00   | Andrés Matonte   |         |
| B       | Cerrito             | 0:2       | Cerro Largo            | Parque Palermo         | 11 de julio | 19:30   | Mathías De Armas |         |

| Fecha 5 | Fecha 5                | Fecha 5   | Fecha 5             | Fecha 5                     | Fecha 5     | Fecha 5 | Fecha 5            | Fecha 5 |
| Serie   | Local                  | Resultado | Visitante           | Estadio                     | Fecha       | Hora    | Árbitro            |         |
| ------- | ---------------------- | --------- | ------------------- | --------------------------- | ----------- | ------- | ------------------ | ------- |
| A       | Montevideo City Torque | 2:3       | Liverpool           | Centenario                  | 14 de julio | 19:00   | Daniel Fedorczuk   |         |
| A       | Albion                 | 2:3       | Deportivo Maldonado | Parque Saroldi              | 15 de julio | 15:00   | Christian Ferreyra |         |
| B       | Plaza Colonia          | 0:0       | River Plate         | Parque Prandi               | 15 de julio | 19:00   | Gustavo Tejera     |         |
| A       | Rentistas              | 0:1       | Fénix               | Complejo Rentistas          | 16 de julio | 11:00   | Yimmy Álvarez      |         |
| B       | Boston River           | 1:0       | Cerrito             | Juan Antonio Lavalleja      | 16 de julio | 16:00   | Diego Dunajec      |         |
| A       | Wanderers              | 3:3       | Peñarol             | Parque Viera                | 16 de julio | 19:00   | Esteban Ostojich   |         |
| B       | Cerro Largo            | 0:0       | Nacional            | Municipal Arquitecto Ubilla | 17 de julio | 16:00   | Andrés Cunha       |         |
| B       | Defensor Sporting      | 2:1       | Danubio             | Luis Franzini               | 17 de julio | 18:30   | Mathías De Armas   |         |

| Fecha 6 | Fecha 6             | Fecha 6   | Fecha 6                | Fecha 6                | Fecha 6     | Fecha 6 | Fecha 6            | Fecha 6 |
| Serie   | Local               | Resultado | Visitante              | Estadio                | Fecha       | Hora    | Árbitro            |         |
| ------- | ------------------- | --------- | ---------------------- | ---------------------- | ----------- | ------- | ------------------ | ------- |
| A       | Liverpool           | 0:0       | Albion                 | Belvedere              | 19 de julio | 15:00   | Andrés Matonte     |         |
| A       | Deportivo Maldonado | 1:1       | Montevideo City Torque | Domingo Burgueño       | 19 de julio | 19:00   | Diego Riveiro      |         |
| A       | Fénix               | 1:0       | Wanderers              | Parque Capurro         | 20 de julio | 12:00   | Gustavo Tejera     |         |
| B       | Boston River        | 2:0       | Cerro Largo            | Juan Antonio Lavalleja | 20 de julio | 16:00   | José Burgos        |         |
| B       | Danubio             | 2:0       | Plaza Colonia          | Jardines del Hipódromo | 21 de julio | 12:30   | Christian Ferreyra |         |
| B       | River Plate         | 1:1       | Defensor Sporting      | Parque Saroldi         | 21 de julio | 15:00   | Andrés Cunha       |         |
| B       | Nacional            | 5:0       | Cerrito                | Gran Parque Central    | 21 de julio | 19:30   | Santiago Motta     |         |
| A       | Peñarol             | 2:0       | Rentistas              | Centenario             | 26 de julio | 19:00   | Antonio García     |         |

| Fecha 7 | Fecha 7                | Fecha 7   | Fecha 7             | Fecha 7                     | Fecha 7     | Fecha 7 | Fecha 7            |
| Serie   | Local                  | Resultado | Visitante           | Estadio                     | Fecha       | Hora    | Árbitro            |
| ------- | ---------------------- | --------- | ------------------- | --------------------------- | ----------- | ------- | ------------------ |
| A       | Liverpool              | 3:1       | Deportivo Maldonado | Belvedere                   | 23 de julio | 10:15   | José Burgos        |
| A       | Albion                 | 1:3       | Peñarol             | Parque Saroldi              | 23 de julio | 15:00   | Leodán González    |
| A       | Wanderers              | 3:1       | Rentistas           | Parque Viera                | 23 de julio | 17:30   | Christian Ferreyra |
| A       | Montevideo City Torque | 2:0       | Fénix               | Centenario                  | 24 de julio | 10:15   | Jonathan Fuentes   |
| B       | Defensor Sporting      | 1:2       | Plaza Colonia       | Luis Franzini               | 24 de julio | 15:00   | Andrés Matonte     |
| B       | Nacional               | 2:0       | Boston River        | Gran Parque Central         | 24 de julio | 18:00   | Gustavo Tejera     |
| B       | Cerrito                | 0:1       | Danubio             | Parque Palermo              | 25 de julio | 14:00   | Federico Arman     |
| B       | Cerro Largo            | 0:0       | River Plate         | Municipal Arquitecto Ubilla | 25 de julio | 18:00   | Esteban Ostojich   |

## Final
| 27 de julio de 2022 | Liverpool | 0:1 (0:1) | Nacional         | Estadio Centenario, Montevideo |                            |
| 20:00 (UTC-3)       |           | Reporte   | Y. Rodríguez 36' | Árbitro(s): Andrés Matonte     | Árbitro(s): Andrés Matonte |

|                             |
|                             |
| Campeón Nacional 4.º título |

## Goleadores
| Jugador            | Club                 | Goles | PJ | GPP  |
| ------------------ | -------------------- | ----- | -- | ---- |
| Rubén Bentancourt  | Peñarol              | 5     | 7  | 0.8  |
| Emmanuel Gigliotti | Nacional             | 4     | 7  | 0.75 |
| Mauro Méndez       | Montevideo Wanderers | 3     | 6  | 0.75 |
| Alan Rodríguez     | Boston River         | 3     | 7  | 0.6  |

Fuente: Transfermarkt

### Tripletes o más
A continuación se detallan los tripletes conseguidos a lo largo del Torneo Intermedio.
| Fecha      | Jugador           | Goles         | Local                |  | Resultado |  | Visitante | Rep.    |
| ---------- | ----------------- | ------------- | -------------------- |  | --------- |  | --------- | ------- |
| 16/07/2022 | Ruben Bentancourt | 33' 48' 90+5' | Montevideo Wanderers |  | 3 – 3     |  | Peñarol   | Fecha 5 |